# Jacod-Syndrom
Das Jacod-Syndrom ist ein komplexes Krankheitsbild mit einseitigen Ausfällen der Hirnnerven II-VI im Anfangsstadium maligner Tumoren im Epipharynx, die durch die Schädelbasis hindurch in Richtung Orbita wachsen.
Die Erkrankung gehört zu den Sinus-cavernosus-Syndromen und ähnelt dem Godtfredsen-Syndrom.
Synonyme sind: Petrosphenoidales Syndrom; Negri-Jacod-Syndrom; Syndrom der mittleren Hirnnervengruppe; Jacod Trias
Die Bezeichnung bezieht sich auf den Erstautoren der Erstbeschreibung aus dem Jahre 1921, den französischen Neurologen Maurice Jacod.

## Ursache
Zugrunde liegt in der Regel ein Nasopharynxkarzinom mit Ausdehnung in den Sinus-cavernosus mit Ophthalmoplegie, Erblindung und Trigeminusneuralgie.

## Klinische Erscheinungen
Klinische Kriterien sind:
- einseitige Okulomotoriuslähmung,
- einseitige Trochlearisparese
- einseitige Abduzensparese,
- einseitige Optikusausfall mit Amaurose
- einseitige Sensibilitätsstörungen des Gesichtes
- einseitige Lähmung der Kaumuskulatur